# Джонсон, Эрик (экономист)
Эрик Джонсон (англ. Eric J. Johnson) — американский экономист, профессор бизнеса в Бизнес-школе Колумбийского университета, а также директор Центра наук о принятии решений.

## Биография
Окончил Ратгерский университет, получив степень бакалавра (B.A.) с отличием по специальности человеческое общение, в 1976 году. Получил степень магистра наук (M.S.) в 1978 году и доктора философии (Ph.D.) в 1980 году в области психологии в университете Карнеги — Меллона.
Свою преподавательскую деятельность начал в должности ассистента профессора промышленного администрирования в 1981—1984 годах, затем ассоциированным профессором в 1984—1987 годах в Высшей школе промышленного администрирования университета Карнеги — Меллона. Также он был представителем национального научного фонда США в Стэнфорде в 1980—1981 годах. Был приглашенным профессором в школе менеджмента Слоуна при Массачусетском технологическом институте в 1984—1985 годах. Затем ассоциированным профессором маркетинга в 1987—1992 годах, полным профессором маркетинга на кафедре теории принятия решений и психологии в 1992—1999 годах, профессором и первым обладателем кафедры маркетинга Дэвида У. Хаука в 1997—1999 годах в Уортонской школе бизнеса при Пенсильванском университете.
В настоящий момент является Норман Иг профессором бизнеса в Бизнес-школе Колумбийского университета с 1999 года, профессором на факультете психологии Колумбийского университета с 2009 года.
Был приглашенным учёным от фонда Рассела Сейджа в 1993—1994 годах, 2007—2008 годах. Работал помощником редактора журнала потребительской психологии, старшим редактором Decision Sciences в Behavioral Science and Policy и редактором Frontiers in Decision Neuroscience, ассоциированным редактором журнала потребительской психологии, членом нескольких редакционных советов, а также старшим редактором отдела науки о принятии решений в Behavioral Science and Policy и редактором Frontiers in Decision Neuroscience.

## Исследования в области поведенческой экономики
В своих работах Эрик Джонсон исследует взаимосвязь между экономикой и потребительскими, управленческими, поведенческими решениями, включая последствия для государственной политики, рынков и маркетинга. Он исследовал, среди прочих тем, как представление вариантов влияет на выбор людей в отношении получения пособий по социальному обеспечению, донорства органов и инвестиций.
В 2003 году выпустил исследование совместно с Дэниелом Голдштейн «Do Defaults Save Lives?», которые стало одним из наиболее популярных и цитируемых исследований Джонсона.
С 1995 года более 45 000 человек в Соединенных Штатах умерли в ожидании подходящего донорского органа. Хотя опрос показал, что 85 % американцев одобряют донорство органов, менее половины приняли решение о донорстве, и еще меньше (28 %) дали разрешение, подписав донорскую карточку, что также наблюдается в Германии, Испании и Швеции. Учитывая нехватку доноров, разрыв между одобрением и действием является вопросом жизни и смерти. Что движет решением стать потенциальным донором?
Эрик Джонсон и Дэниел Голдштейн исследовали эту проблему и провели эксперимент с 161 респондентом, спрашивая их готовы ли они стать донором. В условиях выбора участникам предлагалось исходить из того, что они только что переехали в новое государство, первая категория (опция-вход), где они по умолчанию не являлись донорами, (опция выход) по умолчанию все граждане являются донорами и третья категория — никаких условий «по умолчанию». И всем гражданам предоставлялся выбор подтвердить или изменить этот статус (стать донором/отказаться быть донором).
Форма вопроса оказала драматическое влияние: выявленные показатели пожертвований были примерно в два раза выше при отказе от донорства (опция-выход), чем при опции-вход. То есть люди реже отказывались от уже установленного статуса, таким образом при условии «донор — по умолчанию» — меньшее число граждан хотело изменить этот статус.
Данные Эрика Джонсона, Дэниэла Голдштейн и данные Gimbel et al. предполагают, что изменения в условиях по умолчанию могут увеличить пожертвования в США на дополнительные тысячи доноров в год. Поскольку каждый донор может быть использован примерно для трех трансплантаций, как мы видим последствия верной политики очень существенны для спасенных жизней.

## Достижения
За свои заслуги был неоднократно награждён:
- 2012 — премия потребительского поведения от Ассоциации потребительских исследований;
- 2012 — феллоу Ассоциации потребительских исследований;
- 2011 — премия «за выдающийся научный вклад» от Общества психологии потребления;
- 2012 — феллоу института TIAA-CREF;
- 2009 — феллоу Ассоциации психологических наук;
- 2009 — почётный доктор экономики (Dr. oec. h.c.) от Университета Санкт-Галлена «за блестящую работу в области поведенческой экономики, которая внесла существенный вклад в понимание индивидуального поведения при принятии решений, а также за его заслуги в продвижении этой дисциплины»;
- 1980—1981 — грант постдока от Национального научного фонда;
- 1978 — победитель конкурса студенческих научных исследований от Американской психологической ассоциации.